# Ferhat Abbas
Ferhat Abbas (24 d'octubre del 1899 - 23 de desembre del 1985), va ser un nacionalista moderat algerià que participa en la rebel·lió en contra de França i arribà a ser president del Govern Provisional de la República Algeriana entre el 1958 i el 1961.
Més tard, va dimitir de l'assemblea pel seu desacord amb el govern de Ben Bella i va acabar essent expulsat del FLN.